# Phytomyza conii
Phytomyza conii är en tvåvingeart som beskrevs av Erich Martin Hering 1932. Phytomyza conii ingår i släktet Phytomyza och familjen minerarflugor.
Artens utbredningsområde är Tyskland. Inga underarter finns listade i Catalogue of Life.